# Шутенков, Игорь Юрьевич
И́горь Ю́рьевич Шутенко́в (род. 12 июня 1966 года, Потсдам, ГДР) — российский политик, министр финансов Бурятии (с 2007 по 2017 годы), первый заместитель Председателя правительства Бурятии (с 2017 по 2019 годы), мэр города Улан-Удэ (с сентября 2019 года).

## Биография
Родился 12 июня 1966 года в городе Потсдам, ГДР. По национальности суржик. После возвращения в СССР учился в Восточно-Сибирском технологическом институте, который окончил в 1988 году, получив специальность «Инженер-экономист».
С 1988 по 1990 годы проходил службу в рядах Советской Армии.
С 1990 по 1992 годы работал старшим, главным государственным налоговым инспектором госналогинспекции по Железнодорожному району Улан-Удэ. 1 января 1993 года был назначен заместителем начальника отдела организации и контроля работы, а 1 октября 1994 года — начальником отдела косвенных налогов межрайонной инспекции N 1 по городу Улан-Удэ.
23 апреля 1996 году Игорь Шутенкова назначили руководителем межрайонной инспекции № 1. С 1 октября 2001 года был исполняющим обязанности, а с 6 мая 2002 года — заместителем руководителя Управления МНС России по Бурятии.
С июня 2007 года И. Шутенков — заместитель руководителя Управления Федеральной налоговой службы по Республике Бурятия.

#### Назначение министром финансов РБ
В июне 2007 г. в Республике Бурятия произошла смена руководства. На должность Президента Республики Бурятия — Председателя Правительства Республики Бурятия был утверждён заместитель губернатора Томской области Вячеслав Наговицын. В октябре 2007 года В. Наговицыным кандидатура И. Шутенкова была внесена на рассмотрение Народным Хуралом РБ на пост министра финансов Республики Бурятия. Однако депутаты отказались дать согласие на назначение. При подсчете бюллетеней тайного голосования выяснилось, что из 50 депутатов 31 проголосовал «за», «против» — 19. Для кворума необходимо было набрать 33 голоса.
«Как это можно назвать? Трусостью? Почему нельзя было человеку в глаза задать вопросы? Почему за спину депутатов прячутся те, которые исподтишка делают такие вещи? Я сначала расстроился, а потом больше укрепился в доверии к этому человеку. Наверно, он порядочно выполнял свои функции, не брал взяток, поэтому и решили не в открытую, а подленько катануть его. А мне нужен такой честный, порядочный человек, с которым нельзя договориться на какие-то преступные действия» — сообщил Наговицын.
Вопреки воле депутатов, президент назначил Шутенкова временно исполняющим обязанности министра.
В декабре 2007, при повторном внесении кандидатуры Шутенкова, Народный Хурал проголосовал положительно. Указом Президента Бурятия от 27 декабря 2007 года Игорь Шутенков назначен министром финансов Республики Бурятия, членом Правительства Республики Бурятия.
В мае 2012 года Вячеслав Наговицын был переутверждён в должности Главы Республики Бурятия. В июне 2012 года Указом Главы Республики Бурятия от 27 июня 2012 года И. Шутенков вновь назначен на должность министра финансов Бурятия в новом составе правительства.

#### На должности Первого заместителя Председателя Правительства РБ
22 сентября 2017 на должность Главы — Председателя Правительства Республики Бурятия был избран Алексей Цыденов. 10 октября 2017 года Шутенков назначен Первым заместителем Председателя Правительства Республики Бурятия.

#### Переход И. Шутенкова в мэрию г. Улан-Удэ
В 2019 году прошла операция по отстранения мэра Улан-Удэ Александра Голкова, которая не устраивала республиканские власти, и назначению на этот пост Игоря Шутенкова.
6 февраля 2019 года Глава Бурятии Алексей Цыденов отправил Игоря Шутенкова в отставку с поста Первого заместителя Председателя Правительства РБ, сопроводив словами: «Считаю правильным, что вы пойдете в администрацию города, и приложите все усилия, чтобы накопившиеся вопросы решались максимально эффективно и быстро, чтобы жители города реально почувствовали изменение ситуации в городе». Место Шутенкова в правительстве РБ занял с приставкой и. о. заместитель председателя правительства по экономике Игорь Зураев.
В тот же день Игopя Шyтeнкoвa нaзнaчили пepвым зaмoм pyкoвoдитeля aдминистpaции Улaн-Удэ. Занимавшего это место Олега Екимовского назначили советником главы Бурятии. Указ о назначении подписал сити-менеджер — pyкoвoдитeль aдминистpaции Улaн-Удэ Александр Аюшеев.
7 февраля 2019 Аюшеев официально представил своего нового первого зама чиновникам городской администрации. Далее, по его словам, «он сам выйдет в отпуск, полностью передав бразды правления городом Игорю Шутенкову».
15 февраля Александр Аюшеев ушёл с поста главы администрации Улан-Удэ и его место занял И. Шутенков. Сам А. Аюшеев менее чем через месяц был назначен министром транспорта Республики Бурятия.
26 февраля 2019 года последовала отставка мэра Улан-Удэ Александра Голкова. По мнению ряда экспертов, отставка не была добровольной и Голкова «убрали».
После чего Шутенков начал исполнять обязанности главы городского округа.
На выборах мэра города Улан-Удэ 8 сентября 2019 года Игорь Шутенков одерживает победу с результатом в 52 %. Явка на выборы составила 34 %. Шутенков шёл как кандидат-самовыдвиженец, но был поддержан партией «Единая Россия». Основной соперник — кандидат от КПРФ Вячеслав Мархаев — набрал 37 % голосов. Инаугурация прошла 17 сентября 2019 г.

#### Выборы 2024
13 ноября 2024 г. прошло тайное голосование на пост мэра Улан-Удэ в рамках внеочередной сессии Улан-Удэнского городского совета. На эту должность претендовали три кандидата: Максим Бувалин, Вадим Будажапов и Игорь Шутенков. Победу одержал Игорь Шутенков, переизбравшись на второй срок. За него проголосовали все 30 депутатов горсовета.

## Критика

### Протесты в Улан-Удэ в 2019 г.
9 сентября 2019 года после объявления результатов выборов мэра Улан-Удэ, которые, согласно официальным данным, выиграл Игорь Шутенков, на центральной площади города — Площади Советов — собрался многочисленный стихийный митинг. Протестующие требовали отмены результатов выборов и выхода к народу главы Бурятии Алексея Цыденова. На следующий день сотрудники правоохранительных органов, разбив топорами стекла машины, задержали сидевших в ней активных участников протеста: блогера Дмитрия Баирова и депутата Народного Хурала РБ коммуниста Баира Цыренова. Суд арестовал Дмитрия Баирова на пять суток и оштрафовал его на 15 тыс. руб. Стихийное собрание продолжалось трое суток. В ночь на 12 сентября силовики штурмовали автобус с протестующими и задержали 17 человек. После этого стихийный митинг прекратился, была подана заявка на официальный митинг в парке «Юбилейный».
Управление Следственного комитета по Бурятии возбудило уголовное дело после стихийной акции протеста в Улан-Удэ. Дело было возбуждено по статье о применении насилия в отношении представителя власти.
16 сентября на санкционированный митинг в парке «Юбилейный», организованный несогласными с итогами выборов мэра столицы, собралось более тысячи человек. Первый секретарь рескома КПРФ Вячеслав Мархаев припоминал, как глава республики накануне выборов сказал ему в личной беседе, что «сделает все, чтобы Шутенков стал мэром». Действия силовиков, разгоняющих «мирное собрание горожан», он назвал преступными и потребовал отправить в отставку руководство республиканского ГУ МВД. В резолюцию митинга участники также включили требование отставки Алексея Цыденова и назначения новых выборов мэра Улан-Удэ «под контролем общественности». Резолюцию направят президенту РФ Владимиру Путину, генпрокурору Юрию Чайке, министру МВД Владимиру Колокольцеву и главе следственного комитета России Александру Бастрыкину. Разошлись митингующие под выкрики «Мы здесь власть!».

### Задержка строительства теплосетей в сотых кварталах Улан-Удэ в 2020 г.
В конце сентября 2020 г. произошла задержка при сдаче в эксплуатацию теплосетей в сотых кварталах Улан-Удэ. Работы проводила подрядная организация ООО «Фортуна», которая не сумела выдержать сроки. Один из густонаселенных районов столицы Бурятии оказался под угрозой замерзания. Мэрия пообещала взять вопрос на контроль, однако работы не начались.
26 сентября состоялся народный сход, на котором люди призвали власти, мэрию города и подрядчика к ответу и грозились перекрыть дорогу. Был остановлен автомобиль с Игорем Шутенковым, двигавшемся к себе домой. Народ не стесняясь, и не выбирая выражений высказал все что думает о сложившейся ситуации.
В итоге ситуацию пришлось выправлять в авральном темпе: в круглосуточном режиме вынуждены были трудиться 200 человек в три смены — 15 сборных бригад со всех крупнейших организаций Улан-Удэ: «СМИТ», «Бест Плюс», «Регионстрой», «Ростинвестстрой», ПАО «ТГК-1», МУП «Водоканал» и МУП «Управление трамвая» и др. По мнению ряда экспертов, «задержка произошла из-за чистой воды халатности, слабой организации рабочего процесса». Вследствие этого введение теплотрассы в строй проводилось «в кратчайшие сроки с нарушением всех нормативов строительства».
После несвоевременной подачи тепла и горячей воды жителям сотых кварталов и прокурорской проверки в Следственном комитете Бурятии возбудили уголовное дело на чиновников администрации Улан-Удэ по ч. 1 ст. 293 УК РФ «Халатность».
Прокуратурой Республики Бурятия были организованы проверки в связи с несвоевременной подачей тепла жителям сотых кварталов Улан-Удэ. Установлено, что комитетом городского хозяйства городской администрации должный контроль за проведением ремонта не обеспечен, своевременная подача тепла не организована. Прокурором республики мэру Улан-Удэ И. Шутенкову было внесено представление об устранении нарушений закона и наказании виновных лиц.

### Арест крупного подрядчика, занимавшегося ремонтом улиц в Улан-Удэ в 2021 г.
15 апреля 2021 г. сотрудники регионального управления ФСБ по Республике Бурятия задержали директора и учредителя ООО «Фортуна» Вячеслава Пожидаева. Он стал фигурантом уголовного дела о крупных хищениях, которые, по версии следствия, происходили при ремонте улицы Гагарина в Улан-Удэ. На следующий день Coвeтcким cyдoм Пожидаев был арестован на двa мeсяцa.
Дело о крупных хищениях на строительных подрядах руководством ООО «Фортуна» (Иркутск) и ООО «СКМ Строй» (Улан-Удэ) было возбуждено в начале апреля. В рамках уголовных дел прошли обыски. В том числе и у бизнесмена Александра Воробьева — зятя мэра Улан-Удэ Игоря Шутенкова.
В 2017 году ООО «Фортуна» на два года была внесена в список недобросовестных поставщиков за срыв реконструкции здания Национальной библиотеки в Улан-Удэ. Однако по истечении срока дисквалификации компания снова начала заниматься строительством в Бурятии, а в 2019 году выиграла два контракта на ремонт улан-удэнской тепломагистрали.

### Поддельный диплом у руководителя Администрации Советского района
В мае 2020 г. мэр Улан-Удэ Игорь Шутенков подписал распоряжение о назначении Базара Батожаргалова на должность заместителя руководителя администрации Советского района по организационной работе. Он приступил к своим обязанностям с 1 мая. В том же году распоряжением Шутенкова Батожаргалов возглавил центральный район столицы Бурятии, район где находится административный и деловой центр Улан-Удэ.
В апреле 2021 г. вo вpeмя внyтpeннeй пpoвepки yпpaвлeния пo кaдpoвoй пoлитикe гopoдcкoй aдминистpaции вcкpылся факт наличия у pyкoвoдитeля aдминистpaции Coвeтcкoгo paйoнa Улaн-Удэ Бaзapa Бaтoжapгaлoвa пoддeльного диплoма о высшем образовании. 7 апреля 2021 года Б. Батожаргалов написал заявление об увольнении по собственному желанию.

### Зaместитель мэpa Улaн-Удэ oкaзaлся ocyждeнным пo yгoлoвнoй стaтьe
Сергей Гашев был назначен заместителем мэра Улан-Удэ — председателем комитета городского хозяйства 30 сентября 2019 года распоряжением мэра И. Шутенкова. В январе 2021 г. ряд СМИ обнародовал информацию о судимости Гашева. Речь идет о решении Промышленного районного суда Оренбурга по уголовному делу о хищении денежных средств исполняющим обязанности директора Оренбургского филиала «Желдормаша» Сергеем Гашевым, и вступившем в законную силу 7 декабря 2020 года. B пpигoвope yкaзaнo, чтo Cepгeй Aнaтoльeвич Гашев в сгoвope co свoим пoдчинённым выпиcывaл фиктивныe пpeмии coтpyдникaм филиaлoв. Bceгo зaфикcиpoвaнo 8 пoдoбныx эпизoдoв c oбщeй cyммoй на 570 тысяч pyблeй.
Последствий для Гашева данная новость не имела.

### Нелегальное казино в муниципальном культурно-спортивном комплексе
В 2019 году в культурно-спортивном комплексе города Улан-Удэ обнаружили нелегальный игровой клуб. Игорь Шутенков якобы не знал об этом. После публикаций на эту тем в ряде СМИ, мэр города принял решение уволить директора заведения и по совместительству председателя комитета по управлению имуществом и землепользованию администрации Улан-Удэ Анастасию Кузовлеву. Глава города также сообщил, что КСК проверят на предмет использования всех помещений. Его новым руководителем стал зампред комитета по социальной и молодёжной политике Юрий Сибиряков.

## Награды и звания
- Почетная грамота ФНС России (1998)
- «Заслуженный экономист Республики Бурятия» (2003)
- Медаль «100 лет профсоюзам»
- Почетный знак «Отличник ФНС России»
- Нагрудный знак Министерства финансов РФ «Отличник финансовой работы»
- Медаль «За заслуги перед Республикой Бурятия»[66]

## Семья
Женат, воспитывает двух дочерей.
Зять — Александр Воробьев — предприниматель, совладелец и руководитель ООО «Энергия» и других коммерческих структур, получающих крупные государственные и муниципальные заказы.